# LostAlone
LostAlone er et britisk rock band, der kommer fra byen Derby i England. Bandet består af sanger og guitaristen Steven Battelle, bassisten Allan Williamson og trommeslageren Mark Gibson. Indtil videre har de udgivet et album "Say No To The World", der udkom i 2007.

## Diskografi

### Album
- 2007 – Say No To The World
- 2012 - I'm a UFO in This City

### Singler
- 2006 – "Blood Is Sharp"
- 2006 – "Unleash The Sands Of All Time"
- 2007 – "Elysium"

| Musik | Spire Denne musikartikel er en spire som bør udbygges. Du er velkommen til at hjælpe Wikipedia ved at udvide den. |